# 閩江旧部
閩江旧部（びんこうきゅうぶ、簡体字：闽江旧部）とは、之江新軍の反響の下、彼らと同じ様に習近平と福建省で係わった中央地方の正副省部級幹部の探索が報道関係者により進められた。

## 概要
習近平は1985年6月に河北省正定県から福建省廈門市に転任以来、廈門市での三年を皮切りに、寧徳地区（現在の寧徳市）での凡そ二年を経て、福州市で十年近く、そことの兼務も含め九年余り福建省の党委員会・人民政府で勤務していた。そのうち1998年8月から2002年10月まで副省長、代省長、省長として省の指導的立場にあった。習がこの十七年間で係わった部下たちのうちで要職に進んだ者たちを之江新軍に倣い閩江旧部（びんこうきゅうぶ）と呼んだ。陳倫、何立峰、劉賜貴、鄧衛平、王小洪、龔清概、雷春美（女性、シェ族）、梁建勇、鄭柵潔、裴金佳、蔡奇、黄坤明らである。何立峰は廈門市で習と知り合い彼に仕えるのであるが、後に2009年異例とも言える専職副書記としての天津市への異動を果たすこととなる。蔡奇、黄坤明は習に先んじる形で浙江省に移り、2002年代省長として着任する習を支えることとなり之江新軍となる。龔清概は正部級の役職に到ったが「落馬」した。
南京系と言われる将軍の多くは福建省駐屯の第31集団軍での係わりがあると言われている。
閩とは10世紀ごろ現在の福州市を中心に栄えた王国の名であり、閩江とはそれに由来する福建省最大の河川である。之江に対しての閩江ということなのであろう。

## 閩江旧部一覧表<出生順>敬称略
| 氏名 (簡体字) | 生年月     | 習氏の福建省離任時の役職 2002年3月                                 | 「之江新軍」初出時の役職・階級 2014年12月                                                        | 現在の役職・階級 2016年7月                                       |
| ------------- | ---------- | ------------------------------------------------------------------ | ------------------------------------------------------------------------------------------------ | ---------------------------------------------------------------- |
| 陳倫 陈伦     | 1953年12月 | 福建省福州市委副書記、 党市紀検査委書記                            | 吉林省委常委、党省紀検委書記、18期中央紀律検査委員                                               | 福建省人大常委副主任、18期中央紀律検査委員                       |
| 何立峰        | 1955年2月  | 党福州市書記                                                       | 国家発展改革委員会副主任、党組副書記、18期候補中央委員                                           | 現職                                                             |
| 劉賜貴 刘赐贵 | 1955年9月  | 党竜岩市委副書記、竜岩市市長                                       | 国家海洋局局長、中国海警局政治委員、18期中央紀律検査委員 →党海南省委副書記、18期中央紀律検査委員 | 党海南省委副書記、省長、18期中央紀律検査委員                     |
| 鄧衛平 邓卫平 | 1955年11月 | 省福州市国家安全局局長、党委書記                                   | 広西チワン族自治区委常委、自治区紀検委書記                                                       | 党中央紀律検査委員会駐公安部紀検組組長、党公安部委委員、副総警監 |
| 蔡奇          | 1955年12月 | (党浙江省台州市委員会書記) 党三明市委副書記・三明市市長1997-1999   | 党中央国家安全委員会(zh)弁公室専職副主任                                                         | 現職                                                             |
| 黄坤明        | 1956年11月 | (党浙江省嘉興市委員会書記) 党竜岩市委副書記・竜岩市市長1998-1999   | 党中央宣伝部常務副部長 党中央精神文明建設指導委員会弁公室主任 候補18期中央委員                   | 現職                                                             |
| 王小洪        | 1957年7月  | 省公安庁副庁長、党委委員、省公安辺防総隊第一政治委員、党委第一書記 | 河南省副省長・省公安庁庁長、党委書記→北京市副市長・公安局局長、党委書記、督察長・市政法委副書記  | 現職                                                             |
| 龔清概 龚清概 | 1958年6月  | 党南平市委書記・副市長                                             | 中央台湾工作弁公室副主任・ 国務院台湾事務弁公室副主任                                            | 2016年4月重大紀律違反により党除籍                                |
| 雷春美        | 1959年1月  | 党福州市委副書記                                                   | 党福建省統一戦線部部長、 18期候補中央委員                                                        | 現職                                                             |
| 梁建勇        | 1959年9月  | 党福州市委常委、常務副市長                                         | 党竜岩市委書記                                                                                   | 福建省副省長                                                     |
| 鄭柵潔 郑柵洁 | 1961年11月 | 廈門市副秘書長、市弁公庁主任・党組副書記                           | 福建省発展改革委員会党組書記・主任                                                               | 国家能源局(zh)副局長(副部長級)                                   |
| 裴金佳        | 1963年8月  | 党廈門市開元区委副書記、区長                                       | 党南平市委書記                                                                                   | 党廈門市委副書記、市長                                           |